# 1932 год в истории метрополитена
В этой статье перечисляются основные  события из истории метрополитенов в 1932 году. Полужирным шрифтом выделены открытия новых транспортных систем.

## События
- 10 сентября — На линии Восьмой авеню Нью-йоркского метрополитена открыты станции: «Inwood — 207th Street», «Dyckman Street — 200th Street», «190th Street», «181st Street», «175th Street — George Washington Bridge Bus Terminal», «Washington Heights — 168th Street», «163rd Street — Amsterdam Avenue», «155th Street», «145th Street», «135th Street», «125th Street», «116th Street», «110th Street — Cathedral Parkway», «103rd Street», «96th Street», «86th Street», «81st Street — Museum of Natural History», «72nd Street», «59th Street — Columbus Circle», «50th Street», «42nd Street — Port Authority Bus Terminal», «34th Street — Penn Station», «23rd Street», «14th Street», «West Fourth Street — Washington Square», «Spring Street», «Canal Street-Holland Tunnel», «Chambers Street», «World Trade Center».
- В институте «Ленгоспроекттранс» профессор Е. А. Яковлев разработал проект двух линий метрополитена — Витебской и Балтийской Ленинградского метрополитена.